# Steleocerellus tenellus
Steleocerellus tenellus är en tvåvingeart som först beskrevs av Becker 1910.  Steleocerellus tenellus ingår i släktet Steleocerellus och familjen fritflugor. Inga underarter finns listade i Catalogue of Life.